# Stadler FLIRT
FLIRT (acronimo per Flinker Leichter Innovativer Regional-Triebzug in tedesco e Fast Light Innovative Regional Train in inglese) è un elettrotreno a struttura prevalentemente articolata, generalmente realizzato in versioni da due a sei casse con carrelli intermedi condivisi e con i carrelli motore alle estremità, fino a modelli composti da 12 casse (con ulteriori 2 carrelli motore al centro); è progettato e prodotto dalla società svizzera Stadler Rail. 
Oltre alla versione puramente elettrica (EMU, Electric Multiple Unit), sono prodotti anche convogli alimentati (esclusivamente o in alternativa) da sorgenti di energia elettrica interne - quasi sempre collocate su una cassa accessoria denominata powerpack - che realizzano versioni Diesel-elettriche (DeMU, Diesel-electric Multiple Unit, generatori diesel che alimentano i motori di trazione elettrici), Bimodali (BMU, Bimodal Multiple Unit, generatori diesel + pantografo per linea aerea), a batterie di trazione o batteria-ibridi (generatori diesel + batterie / pantografo + batterie), trimodali (TmMU, Tri-mode Multiple Unit, pantografo + diesel + batterie), e a idrogeno.

## Caratteristiche

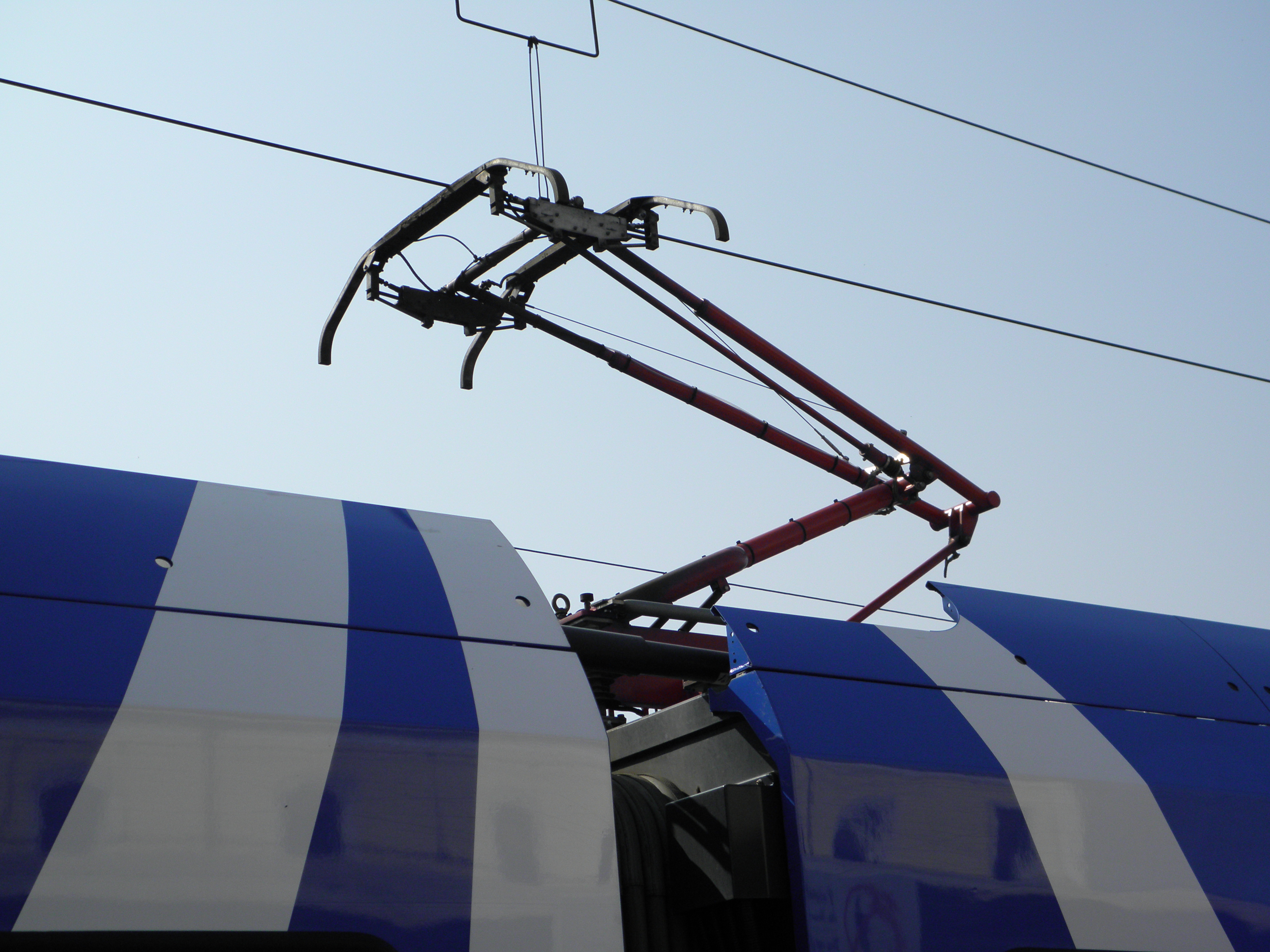
Pantografo del FLIRT ETR 340.004 di Sistemi Territoriali.

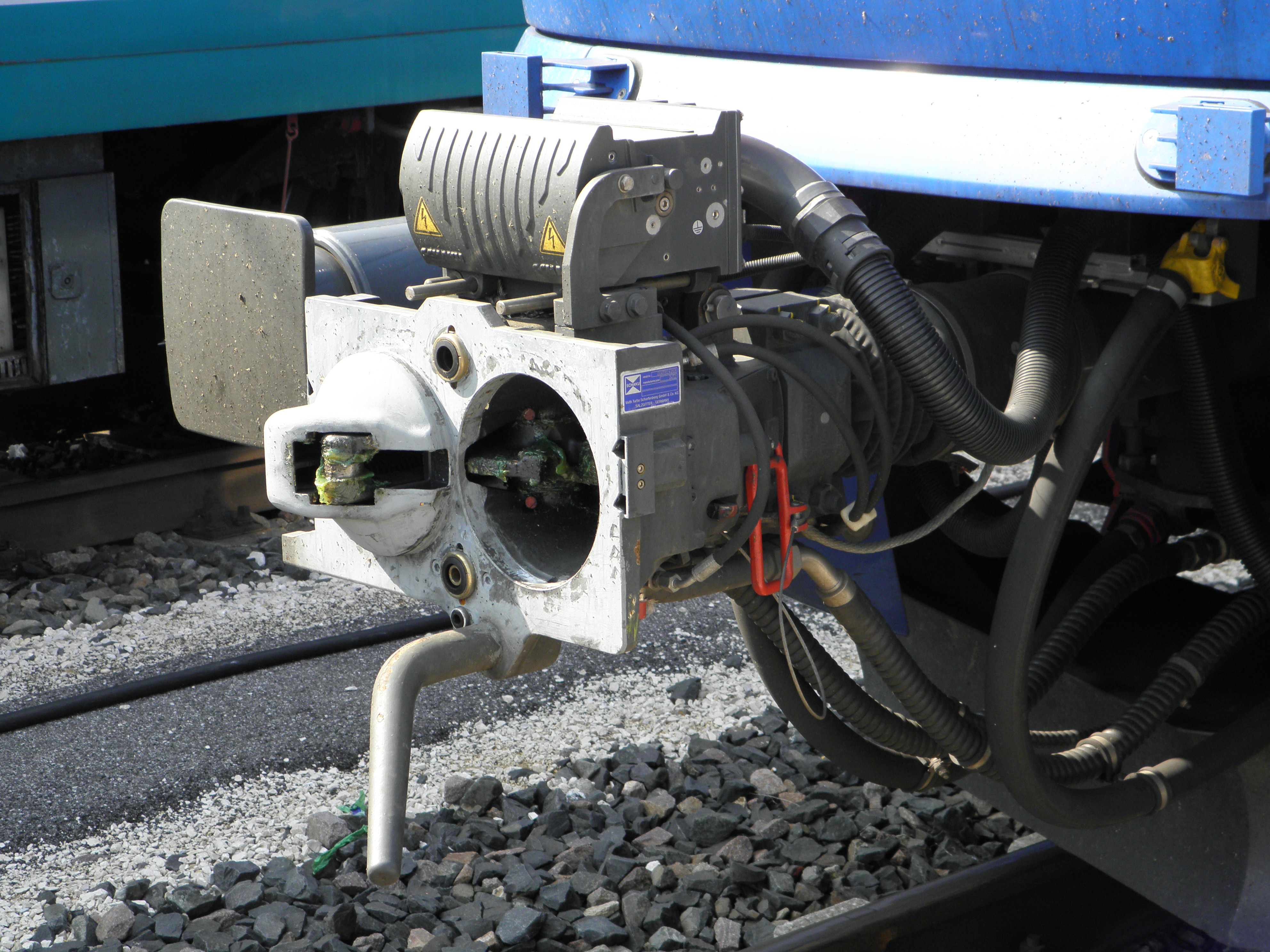
Gancio automatico integrato tipo Scharfenberg del FLIRT ETR 340.004 Sistemi Territoriali.

Si tratta di un complesso automotore articolato, a trazione elettrica, costruito dalla Stadler a partire dalla fine del 2004.
A seconda del numero di assi motorizzati (2 per ogni carrello motore) e della loro potenza, del numero di casse, e della sorgente elettrica, può avere velocità massime da 130 a 200 km/h.
È stato fornito alle Ferrovie Federali Svizzere per le reti regionali e locali, e in Italia, nella versione a 15 kV c.a./3.000 volt cc da alcune società regionali come TiLo, che effettua servizi tra il Canton Ticino e la Lombardia, Sistemi Territoriali, che opera in Veneto, TPER in Emilia-Romagna e SAD in Alto Adige. Il rotabile ha la caratteristica di essere a spazio continuo unificato per tutta la lunghezza, con piano di accesso ribassato ottimizzato per l'altezza di 550 mm. La parte di treno con superficie a piano ribassato è di oltre il 90% e gli accessi sono garantiti da una porta per fiancata per ogni cassa. Tutto l'ambiente è climatizzato, la toilette è a circuito chiuso ed attrezzata per disabili. La cassa è realizzata con estrusi in lega leggera saldati, i carrelli sono a sospensione pneumatica. I FLIRT, grazie al gancio presente sul musetto del treno, sono accoppiabili a comando multiplo fino a 4 unità.
Le FFS hanno ordinato 42 treni destinati, a partire dal 2004, alle reti regionali e locali delle aree di Zugo e di Basilea con un'opzione per ulteriori 100 treni. Dal 2007 19 treni FLIRT politensione denominati ETR 150 sono stati destinati alle reti ferroviarie locali di Ticino e Lombardia. A metà del 2008 è iniziata la consegna con spedizione e imbarco dal Porto di Savona dei 64 FLIRT ordinati alla Stadler dalle Ferrovie algerine, SNTF (Société Nationale des Transports Ferroviaires). Una notevole diffusione del rotabile si riscontra anche nelle linee regionali della Germania nelle versioni a 3 e a 4 casse.

## Versioni personalizzate
Fra le tante versioni disponibili:
- FLIRT FFS per la ferrovia urbana di Zugo: RABe 523, da 180 posti a sedere + 200 in piedi – monotensione 15 kV c.a. – velocità massima 160 km/h;
- FLIRT FFS per la rete celere di Basilea: RABe 521, da 180 posti a sedere + 200 in piedi – monotensione 15 kV c.a. – velocità massima 160 km/h;
- FLIRT SNTF per le ferrovie statali algerine: SNTF 541.101-164, da 144 posti a sedere + 186 in piedi – monotensione 25 kV c.a. – velocità massima 120 km/h.

### Versioni italiane
- Ferrovie del Gargano: denominazione ETR 330, tre casse, monotensione a 3 kV c.c., velocità massima 160 km/h. Flotta: quattro veicoli.[17]
- Ferrotramviaria[18]: quattro casse, monotensione a 3 kV c.c., velocità massima 160 km/h. Flotta: quattro veicoli, di cui due Flirt sono allestiti con la sola prima classe (denominazione ETR 341) e due con allestimento di seconda classe regionale (denominazione ETR 342)[19][20]
- SAD: impiegati sulla ferrovia della Val Pusteria, sulla linea del Brennero e sulla Bolzano-Merano con denominazione ETR 155 ed ETR 170. Bitensione 15 kV c.a/3 kV c.c. Flotta: quattro veicoli a 4 casse (ETR 155)[21] e quattro veicoli a 6 casse (ETR 170);[22] Nel 2011 vennero ordinati 8 nuovi veicoli[23] denominati ETR 170 101-108, parte dei quali immatricolati da Trenitalia, nonché 8 casse intermedie destinate all'allungamento degli ETR 155[24]. Iniziato attrezzaggio con ERTMS / ETCS Livello 2 e 25 kV 50 Hz per la ferrovia della Val Venosta.[25]
- Trentino Trasporti: Ordinati due esemplari (ETR 170 109-110) nell'ambito della seconda fornitura per SAD[24] . Modifiche come i FLIRT SAD.
- Infrastrutture Venete: denominazione ETR 340, ETR 343 ed ETR 360, monotensione a 3 kV c.c., velocità massima 160 km/h[26]. Flotta: due FLIRT a quattro casse dal 2008 (ETR 340, originariamente utilizzati da Sistemi Territoriali), quattro FLIRT a sei casse (ETR 360) e sedici FLIRT a quattro casse ordinati nel 2009 (ETR 343), con strutture degli elementi rimorchiati prodotte negli stabilimenti AnsaldoBreda[27]. Gli ETR sono stati dati a noleggio/leasing a Trenitalia, che li usa per svolgere il servizio ferroviario regionale lungo alcune linee del Veneto.[28] Tutti i tre gruppi sono appartenuti a Sistemi Territoriali fino allo scorporamento di IV da ST, momento in cui sono passati a Infrastrutture Venete.
- TiLo (Svizzera/Italia): denominazione FFS: RABe 524.001-019; denominazione RFI: ETR 524.0 (già ETR 150); 182 posti a sedere (28 di 1 classe) e 244 in piedi. Bitensione 15 kV c.a/3 kV c.c. Velocità massima 160 km/h. Flotta: diciannove veicoli.[29][30]
Denominazione FFS: RABe 524.101-017; denominazione RFI: ETR 524.1; 250 posti a sedere. Bitensione 15 kV c.a/3 kV c.c. Velocità massima 160 km/h. Flotta: diciassette veicoli a 6 casse (101-111 dal 2010-2011 e 112-117 dal 2014).[30]
Denominazione FFS: RABe 524.3xx; denominazione RFI: ETR 524.3; 232 posti a sedere. Bitensione 15 kV c.a/3 kV c.c. Velocità massima 160 km/h. Flotta: quattordici veicoli a 6 casse in servizio dal 2021.[30]
- Trenord: denominazione FNM: RABe 524.201-204; denominazione RFI: ETR 524.2; 163 posti a sedere (19 in prima classe). Bitensione 15 kV c.a/3 kV c.c. Velocità massima 160 km/h. Flotta: quattro veicoli a 4 casse dal 2014.[30]
Nel 2018 sono stati ordinati 30 Flirt ibridi Diesel-Elettrico/Batterie denominati Colleoni, le cui prime consegne sono previste per fine 2021.
- TPER: denominazione ETR 350[31], dodici convogli a cinque casse, con strutture degli elementi rimorchiati prodotte negli stabilimenti AnsaldoBreda[27], monotensione a 3 kV c.c., velocità massima 160 km/h, in servizio dal 2013[31] classificati come ETR-350.001÷012. Nel 2014 il CIPE ha acquistato 7 convogli per la realizzazione del SFM[32]. La regione Emilia-Romagna ha acquistato nel 2015 ulteriori 7 convogli[33]. Questi ultimi due lotti sono stati classificati come ETR-350.101÷107 e 108÷114.
- Sulle linee ferroviarie della Valle d'Aosta, nella relazione Aosta-Torino, dal 2019 sono operativi i modelli di Flirt3 bimodali (BMU) siglati BTR 813, particolari Flirt che possono essere alimentati dalla linea elettrica aerea oppure da generatori elettrici dedicati (collocati su "cassa PowerPack" e azionati da motore diesel, similmente ai modelli Stadler GTW).[34]. Tra il 2022 e il 2024 vengono ordinati sei esemplari aggiuntivi del treno, in versione completamente elettrica e a quattro casse passeggeri. Questa variante è classificata ETR 814.
- Ente Autonomo Volturno (EAV): la società ha richiesto la fornitura di 5 convogli FLIRT (tramite il Gruppo FNM) nella versione DMU ibrida (diesel-elettrico) da impiegare per il servizio ferroviario regionale sulla linea Piedimonte Matese-Napoli. Sono convogli bidirezionali con 3 carrozze passeggeri e 168 posti a sedere, velocità massima di 140 km/h, il cui servizio è iniziato dal 2022.[35][36][37]
- RFI: il gestore della rete italiana si è dotato di cinque unità BTR 813, simili a quelli in esercizio in Valle d'Aosta ma con allestimento diagnostico.

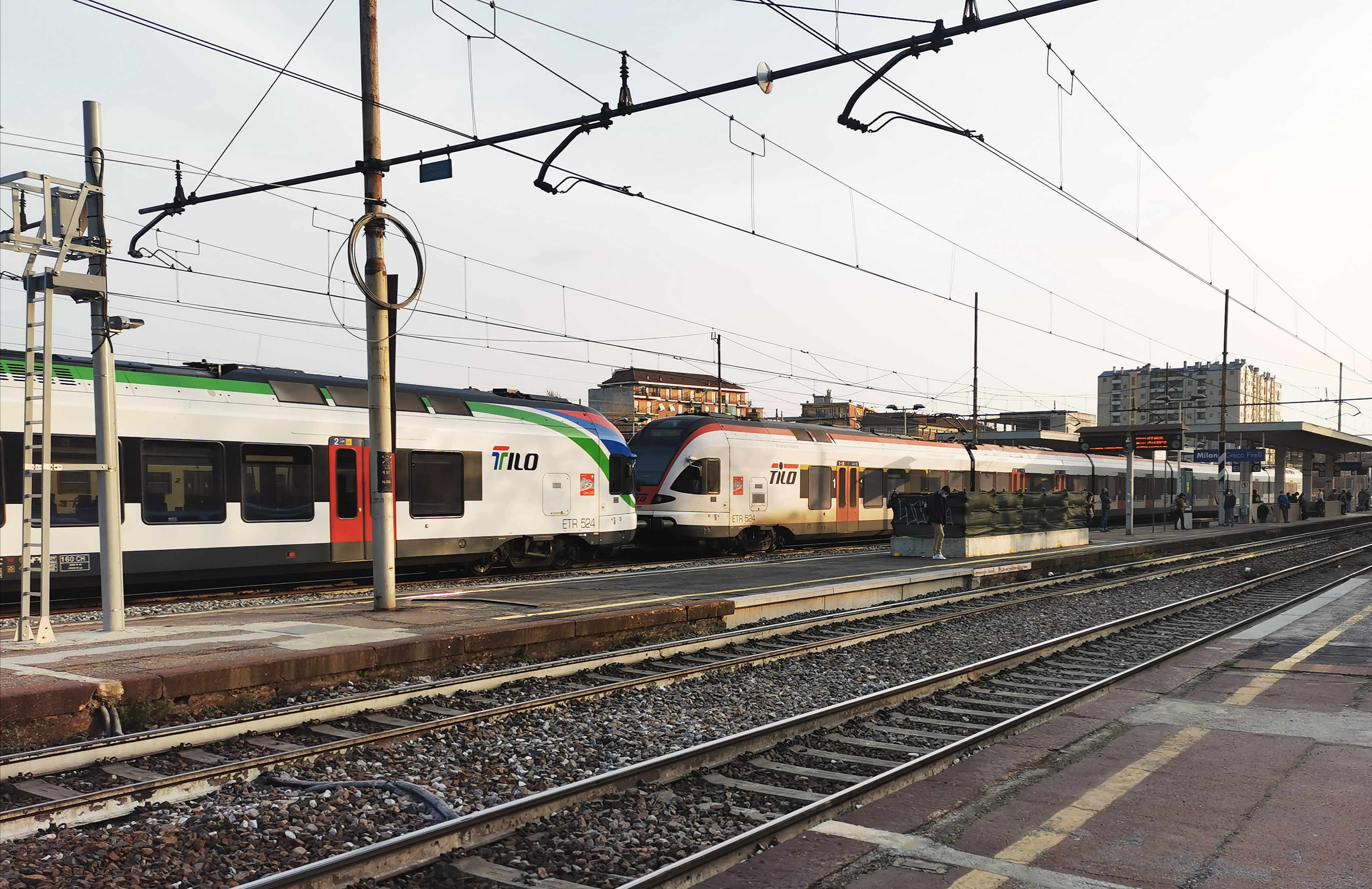
Convoglio TiLo di due treni RABe 524 abbinati in sosta nella stazione di Greco Pirelli. Il treno di sinistra è nella livrea in uso dal 2019.
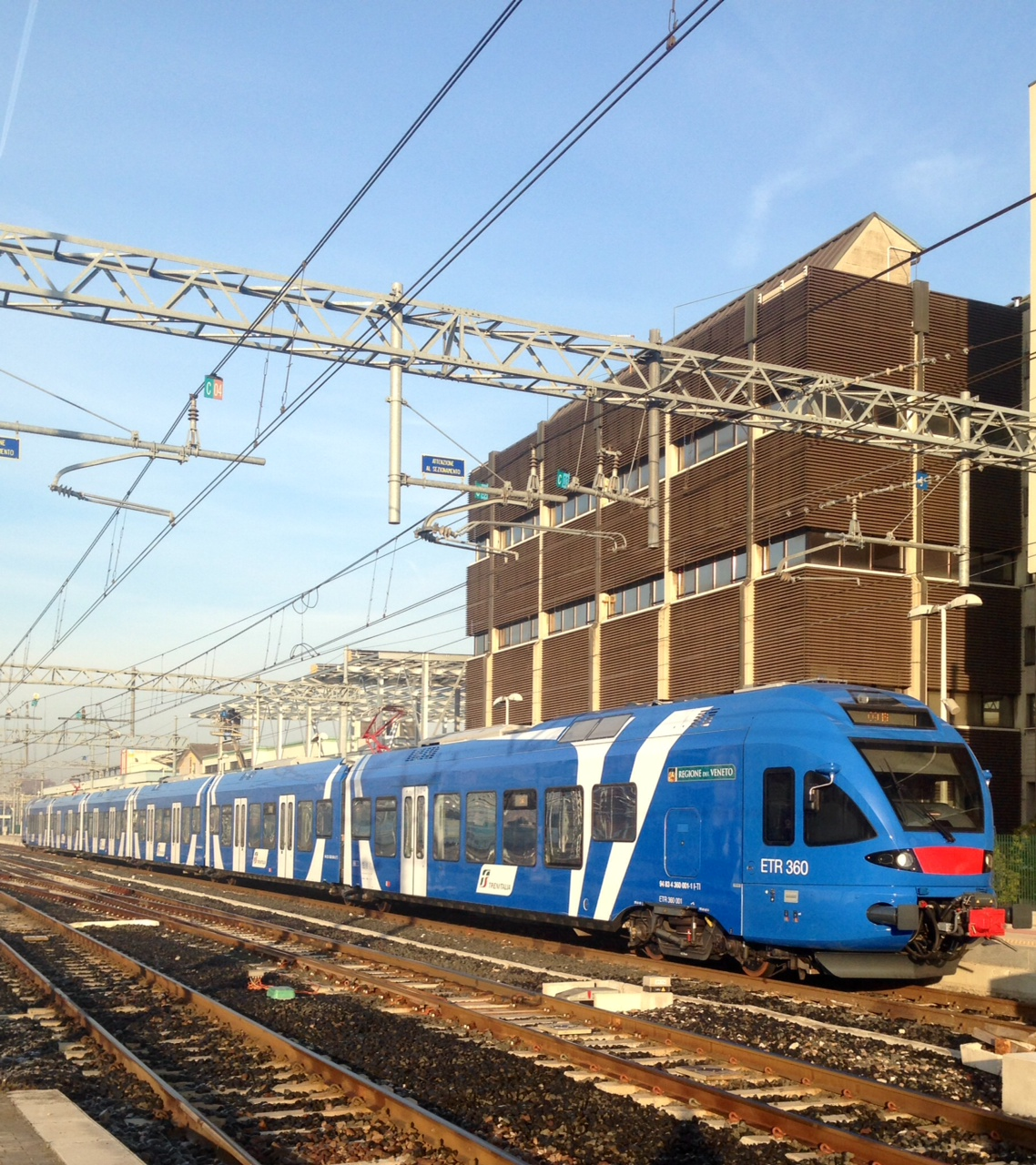
Convoglio di Sistemi Territoriali nella stazione di Venezia Mestre
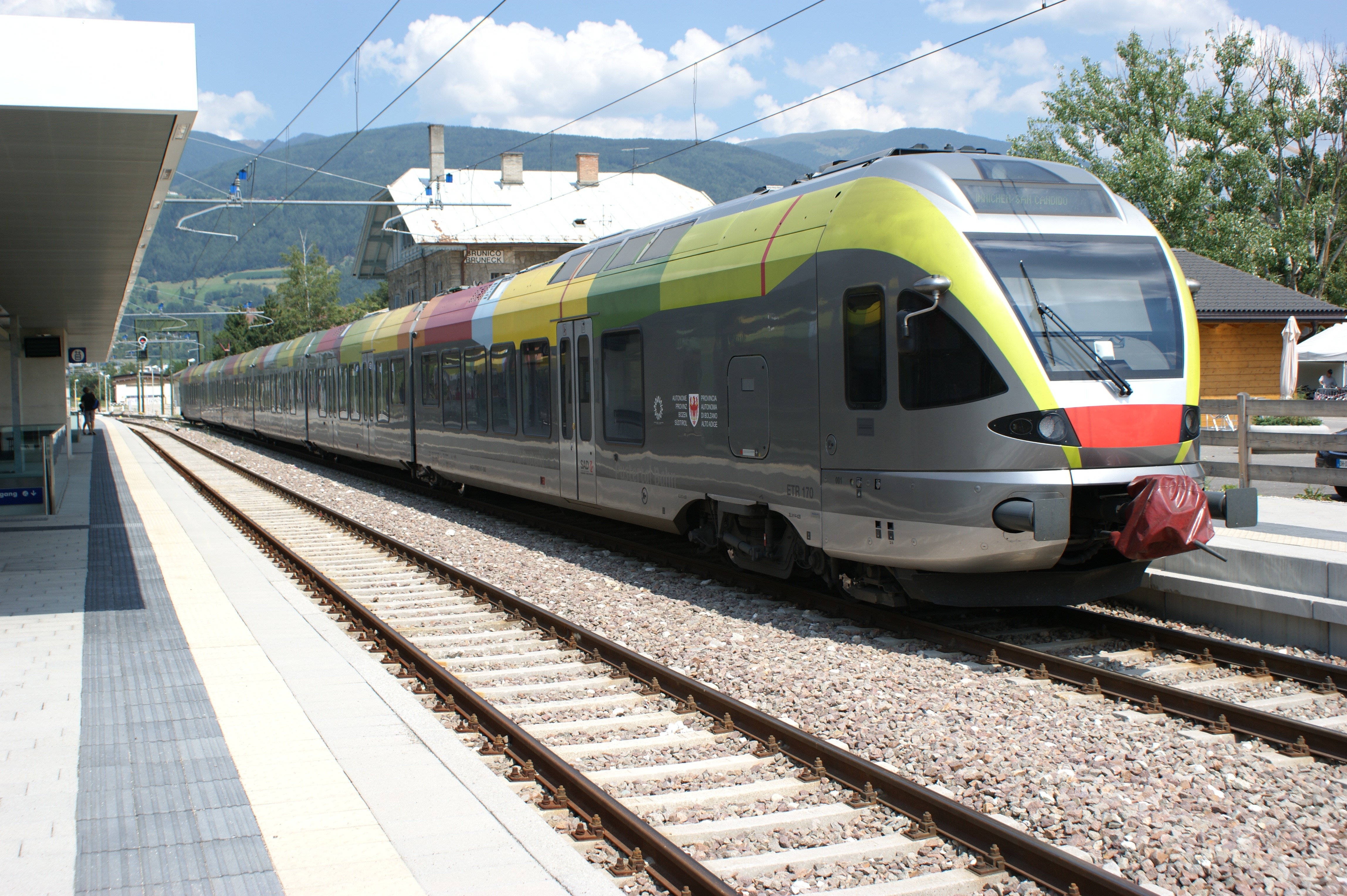
ETR170 della SAD alla stazione di Brunico
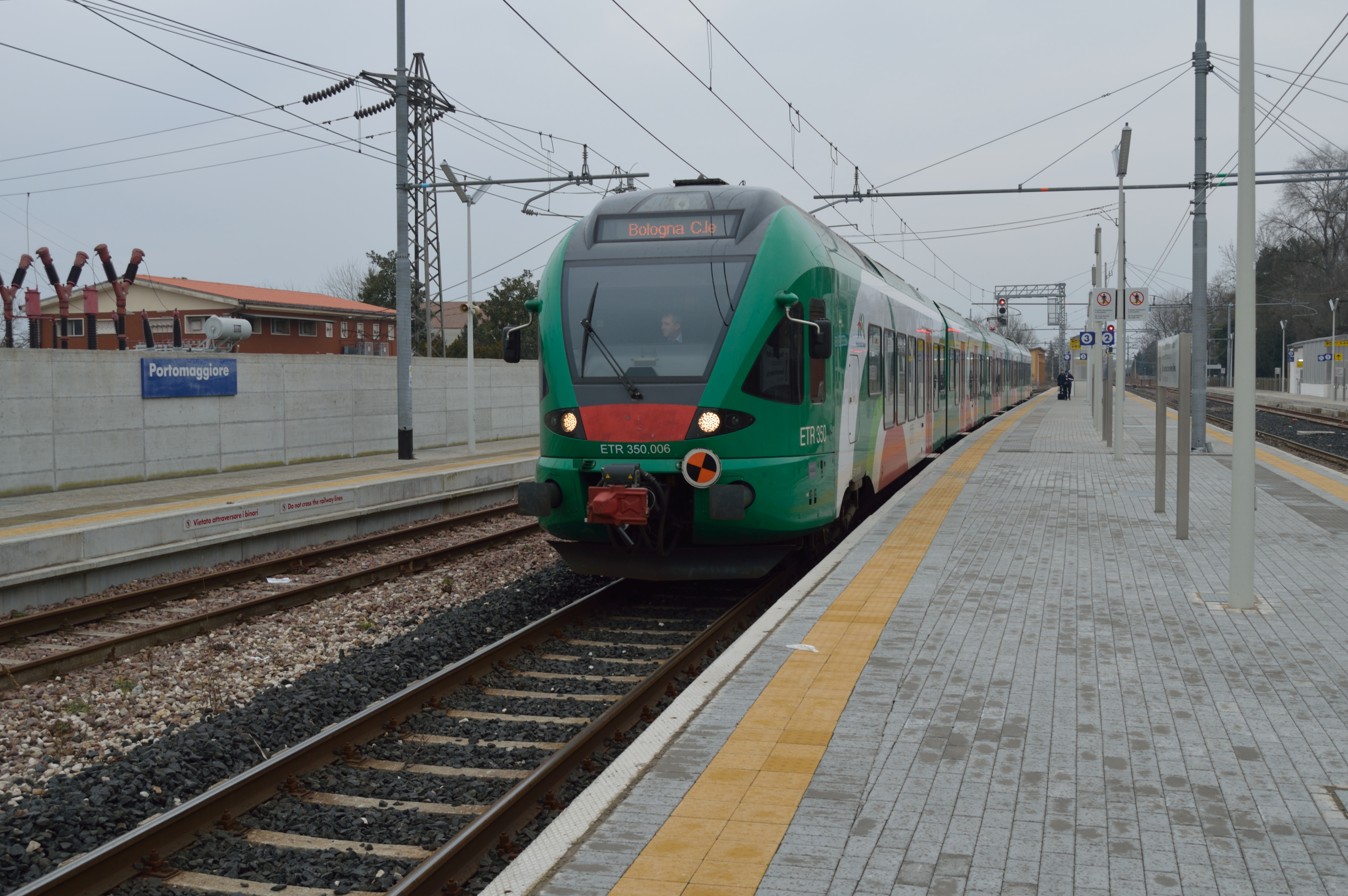
ETR 350 006 di TPER in sosta a Portomaggiore
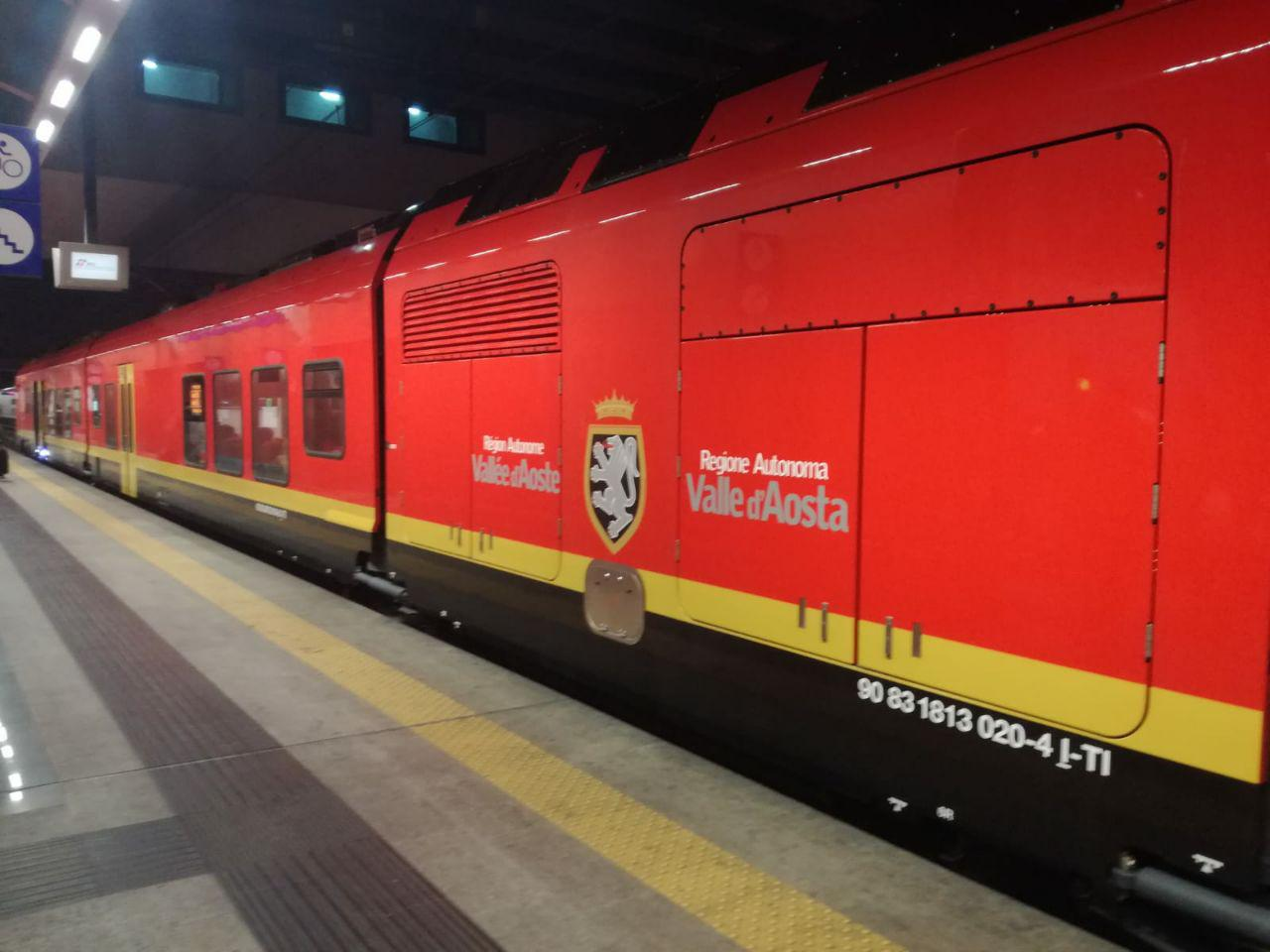
Cassa PowerPack dei Flirt bimodali BTR 813 di proprietà della Valle d'Aosta
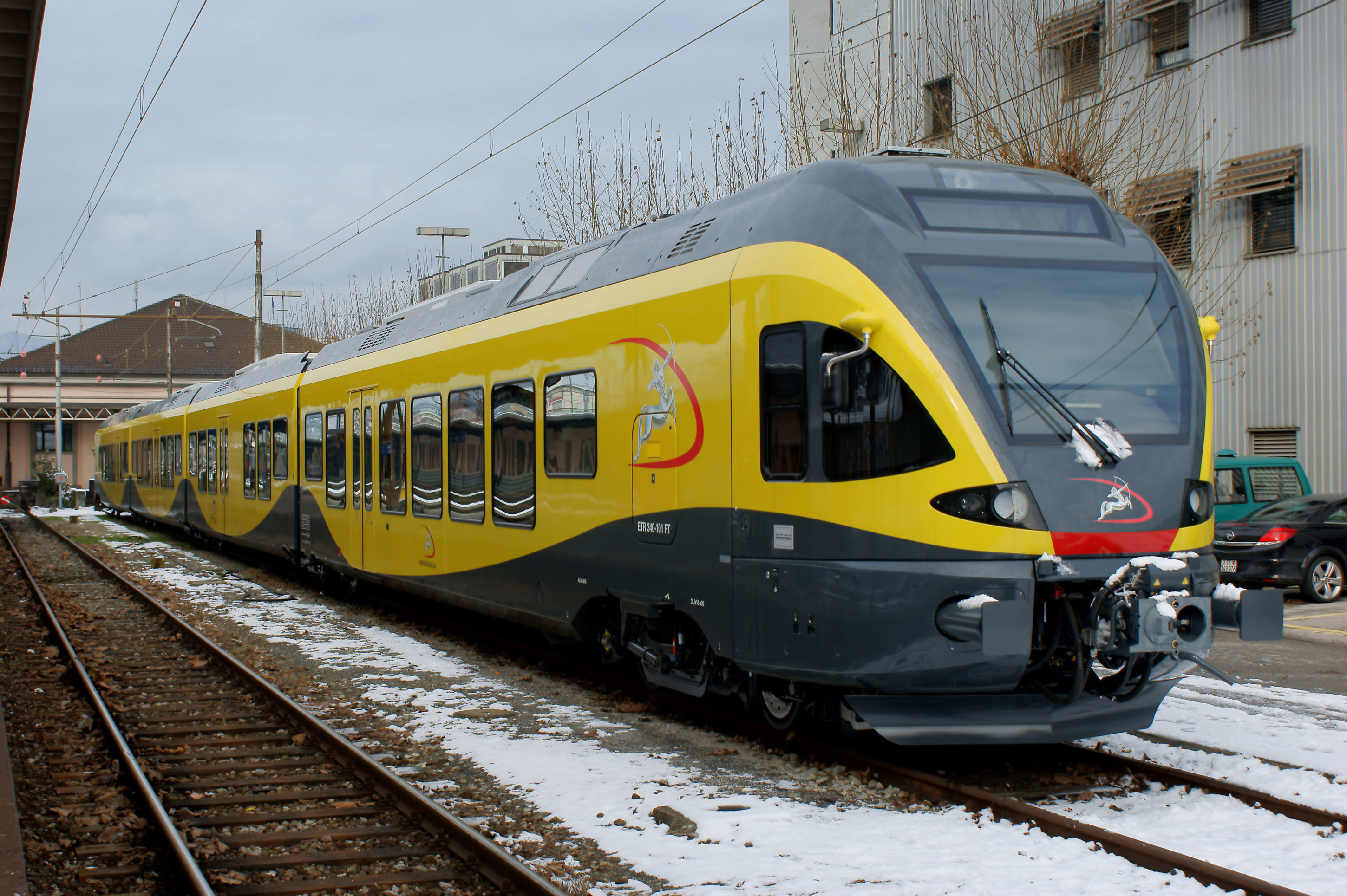
Treno FLIRT in servizio nella Ferrotramviaria
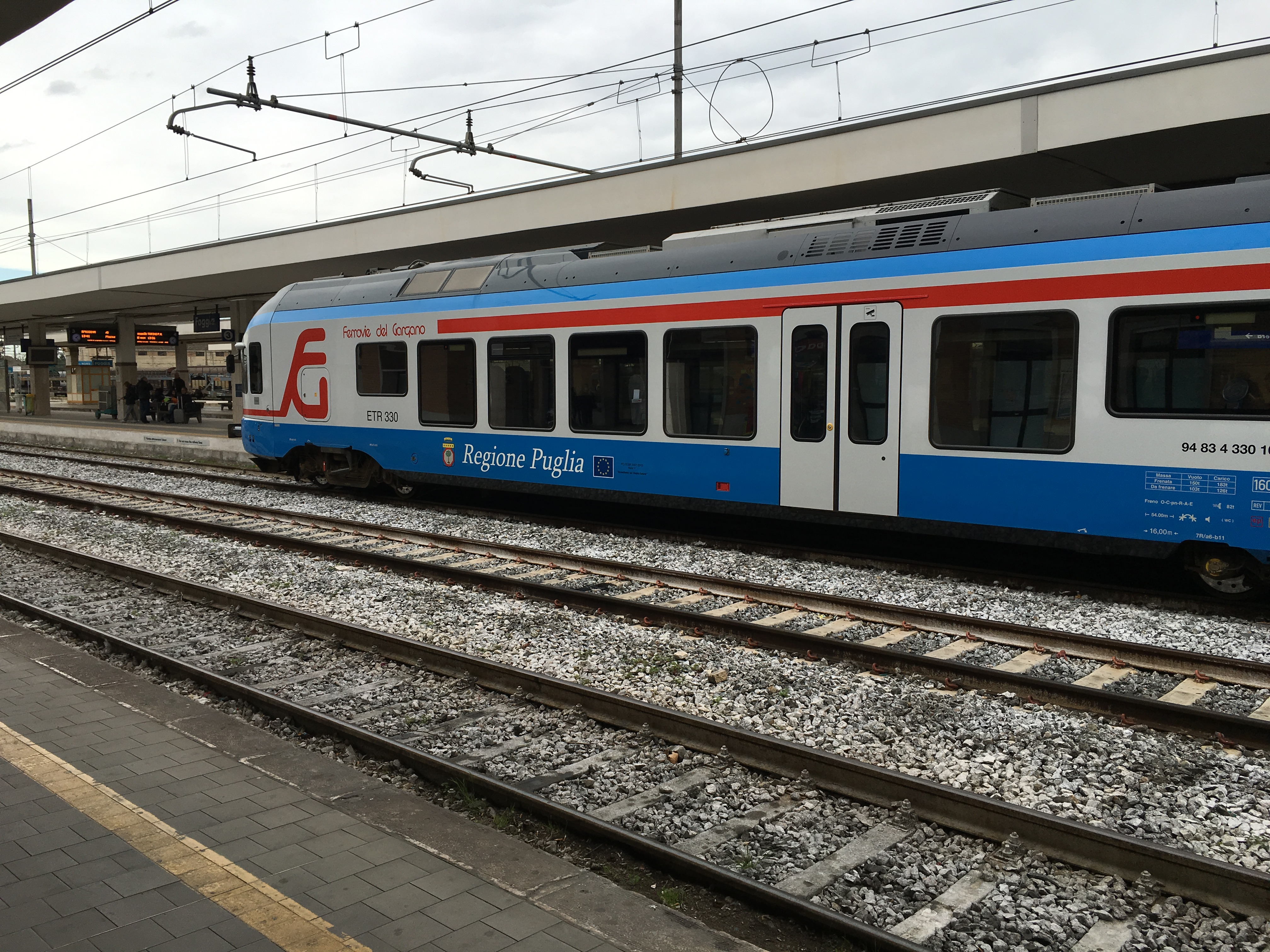
Treno FLIRT in servizio nelle Ferrovie del Gargano
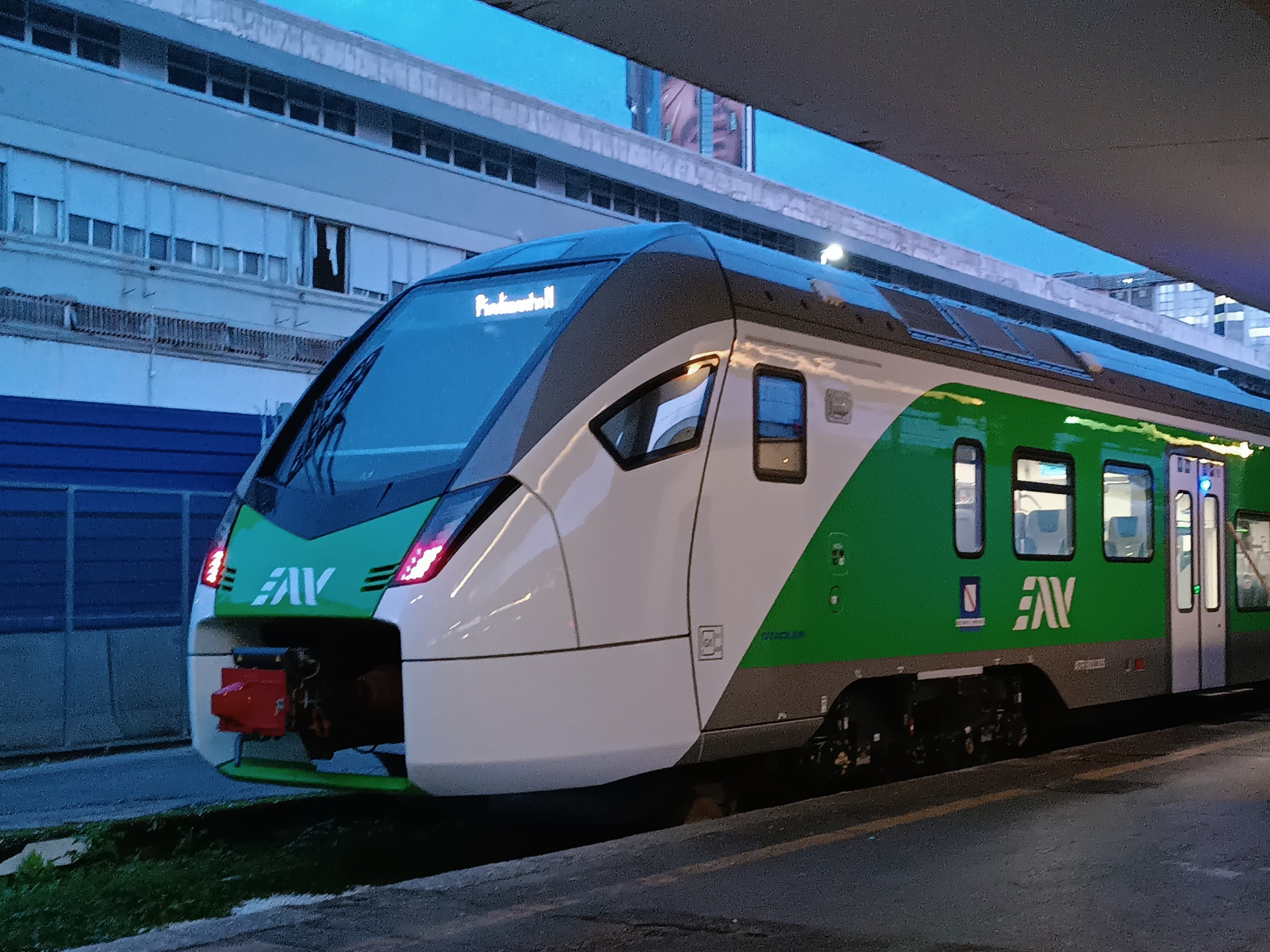
Treno FLIRT in configurazione ibrida ATR 803, in servizio sulla ferrovia Alifana dal 2022, presso la stazione di Napoli Centrale

### Versioni svizzere
- FFS: RABe 521 001-010, monotensione 15 kV c.a., a quattro casse, 20 posti a sedere in prima classe e 141 in seconda, entrati in servizio nel 2005 sulle linee S5 e S6 della rete celere di Basilea[38].
- FFS: RABe 521 011-030, monotensione 15 kV c.a., a quattro casse, 20 posti a sedere in prima classe e 141 in seconda, entrati in servizio nel 2005-2006 sulla rete celere di Basilea[39].
- FFS: RABe 522 201-214, bitensione 25 kV c.a./15 kV c.a., a quattro casse, 24 posti a sedere in prima classe e 132 in seconda, entrati in servizio a partire dal 2011 sui collegamenti transfrontalieri con la Francia[40].
- FFS: RABe 523 001-012, monotensione 15 kV c.a., a quattro casse, 20 posti a sedere in prima classe e 141 in seconda, entrati in servizio nel 2004 sulla ferrovia urbana di Zugo[41].
- FFS: RABe 523 013-031, monotensione 15 kV c.a., a quattro casse, 162 posti a sedere, entrati in servizio nel 2009-2010 sulla rete celere del Vaud[42].
- FFS: RABe 524 001-019, bitensione 3 kV c.c./15 kV c.a., a quattro casse, 28 posti a sedere in prima classe e 135 in seconda, entrati in servizio nel 2007; RABe 524 101-111, a sei casse, 56 posti a sedere in prima classe e 168 in seconda, entrati in servizio nel 2009; RABe 524 112-117, a sei casse, entrati in servizio nel 2014; RABe 524 201-204 (di proprietà Ferrovienord), a quattro casse, entrati in servizio nel 2014; previsti per il servizio sulla rete celere del Canton Ticino[43].
- Schweizerische Südostbahn (SOB): RABe 526 041-051, monotensione 15 kV c.a., a quattro casse, 24 posti a sedere in prima classe e 153 in seconda, entrati in servizio nel 2007-2008[44]; RABe 526 052-063, a quattro casse, 24 posti a sedere in prima classe e 152 in seconda, entrati in servizio nel 2012-2013[45].
- Transports publics fribourgeois (TPF): RABe 527 191-198, monotensione 15 kV c.a., a quattro casse, 167 posti a sedere, entrati in servizio nel 2011-2014[46].
- Transports régionaux neuchâtelois (TRN): RABe 527 331, monotensione 15 kV c.a., a quattro casse, 24 posti a sedere in prima classe e 160 in seconda, entrato in servizio nel 2007[47].

### Versioni ungheresi
- Magyar Államvasutak (MÁV): 120 unità del gruppo 5341, monotensione 25 kV c.a., a quattro casse, 200 posti a sedere, entrati in servizio nel 2007/2009 e nel 2014-2015 sulle linee attorno a Budapest[48].
- Győr-Sopron-Ebenfurthi Vasút (GySEV): 6 unità del gruppo 415, monotensione 25 kV c.a., a quattro casse, 200 posti a sedere, entrati in servizio a partire dal 2014[49].
- MÁV: 42 unità del gruppo 415, monotensione 25 kV c.a., a quattro casse, 200 posti a sedere, entrati in servizio nel 2014-2015 sulle linee suburbane di Budapest[50].